# Heroes of Might and Magic V
Heroes of Might and Magic V (in den USA auch als Might and Magic: Heroes V erschienen) ist ein rundenbasiertes Strategiespiel des russischen Entwicklers Nival Interactive für Ubisoft. Das Spiel erschien im Mai 2006 für Windows und Mac OS. Es ist der erste unter Ubisoft entwickelte Teil der Reihe.

## Handlung
Der junge König Nicolai will die junge Lady Isabel heiraten, doch ein Dämon unterbricht die Hochzeitszeremonie. Nicolai ruft zu den Waffen und beginnt einen Feldzug gegen die Mächte des Bösen. Das Spiel beinhaltet sechs Fraktionen, die jeweils eine eigene Kampagne besitzen: Haven, Inferno, Necropolis, Dungeon, Sylvan und Academy.

## Entwicklung
Die Arbeiten an Heroes of Might and Magic V begannen bei New World Computing schon kurz nach dem Release des vierten Teils. Aufgrund des Bankrotts der Mutterfirma 3DO im Sommer 2003 wurde das Produkt jedoch nie vollendet. Die Rechte an der Might-&-Magic-Serie wurden versteigert und von Ubisoft für 1,3 Millionen US-Dollar erworben.
Mit der Entwicklung des fünften Teils betraute Ubisoft ab 2005 das russische Entwicklerstudio Nival Interactive. Die unvollendete Arbeit von New World Computing wurde nicht berücksichtigt. Stattdessen wandte man sich an die Fans und nahm deren Vorschläge auf. Dadurch orientiert sich Heroes of Might and Magic V spieltechnisch wieder mehr am von vielen Fans bevorzugten dritten Teil und viele Veränderungen des vierten Teils, wie die in das Heer integrierten Helden, wurden nicht wieder aufgenommen.
Ursprünglich war die Veröffentlichung schon für März 2006 geplant. Nach massiver Kritik an der mittels einer Beta-Phase vorgestellten damaligen Version des Spiels, wurde das Releasedatum auf das zweite Quartal 2006 verschoben. Endgültiger Release-Termin war der 18. Mai 2006. Zuvor war am 13. April 2006 eine Demo-Version veröffentlicht worden. In ihr sind zwei der insgesamt sechs Kampagnenteile der Vollversion und eine Einzelspielerkarte enthalten. Die spielbaren Fraktionen beschränken sich auf Haven und Inferno. Sechs von 18 Helden können im neuen Onlinemodus „Duell“ ausprobiert werden.

### Fanhandbuch
Da die Dokumentation von Heroes of Might and Magic V recht dürftig ist, wurde von mehreren international verteilten Fanseiten in Zusammenarbeit mit den Entwicklern ein Fanhandbuch geschrieben, welches das Spiel einschließlich der Erweiterungen sehr detailliert beschreibt.

## Rezeption
Heroes of Might and Magic V erhielt gute, wenngleich zurückhaltende Wertungen (Gamerankings: 78,93 %).

## Add-ons

### Hammers of Fate
Im November 2006 erschien das erste Add-on für Heroes of Might and Magic V mit dem Untertitel Hammers of Fate. Wichtigste neue Inhalte sind die neue Fraktion der Zwerge und deren besondere Runen-Zauberei. Die Einzelspieler-Kampagne wird um 15 Missionen erweitert und führt die Geschichte des Hauptspiels fort.
Neben fünf neuen Einzelspieler- und zehn neuen Mehrspielerkarten ist auch ein Zufallskartengenerator enthalten.

### Tribes of the East
Am 10. Oktober 2007 ist das zweite Add-on mit dem Namen Tribes of the East erschienen, welches die Story rund um die Heroes-V-Reihe inhaltlich abschließen soll. Die wichtigsten Neuerungen sind unter anderem die neue Fraktion der Orks sowie eine alternative Aufrüstmöglichkeit für Einheiten. Es ist auch ohne das Hauptspiel voll spielbar.

## Ausgaben
Die Basisversion von Heroes of Might and Magic V wurde in mehreren verschiedenen Editionen ausgeliefert:
- in der normalen Ausgabe mit dem Spiel auf DVD-ROM und Handbuch;
- in einer Limited Edition für den nordamerikanischen Markt, die neben dem Spiel auch den dritten und vierten Teil der Serie, drei zusätzliche Szenario-Karten sowie eine Bonus-DVD mit Extras wie einem Soundtrack umfasst. Im Spiel selbst hat der Spieler eine alternative Heldenaura zur Verfügung, die aber keine Auswirkung auf den Spielablauf hat, sondern nur optischer Natur ist.
- in einer Deluxe Edition mit der Aura und den drei zusätzlichen Karten aus der Limited Edition, einem Artbook, einer Einheiten-Referenzkarte und einer für Windows XP optimierten Version von Heroes of Might and Magic II.
- in einer Super Collectors Edition, einer auf 4000 Exemplare limitierten Ausgabe, die nur über den Ubi-Shop erhältlich war. Hierbei handelte es sich um die Deluxe Edition, die in eine größere schwarze Box verpackt war und ein Stoffsäckchen mit einer silbernen Münze enthielt. Als Gewinnspiel versteckte Ubi in einem der 4000 Exemplare eine Gold- statt einer Silbermünze. Der Käufer der Ausgabe mit Goldmünze gewann einen PC.
- Heroes of Might and Magic Complete enthielt die normale Ausgabe sowie die Teile 1 bis 4 einschließlich ihrer Erweiterungen, jedoch keine weiteren Extras.

Mit den Erweiterungen gemeinsam wurden jeweils auch einige Spielebundles veröffentlicht, die das Hauptspiel mit den Erweiterungen kombinieren:
Silver Edition
Im Frühjahr 2007 erschien die Heroes of Might and Magic V: Silver Edition, die das Basispiel in der ungepatchten Verkaufsversion und Hammers of Fate enthält.
Gold Edition
Am 8. November 2007 erschien schließlich die Heroes of Might and Magic V: Gold Edition, die die Basisversion, Hammers of Fate, Tribes of the East und eine Bonus-DVD mit verschiedenen Trailern, einem Entwicklertagebuch und weiteren Extras enthält.
Complete Edition
Nachdem beide Erweiterungen für Heroes V erschienen waren, kam auch die Heroes of Might and Magic Complete Edition in einer übergroßen Box heraus. Diese enthält wie das oben erwähnte Heroes of Might and Magic Complete alle Teile der Serie mit ihren Erweiterungen, diesmal aber einschließlich derer des fünften Teils. Dazu kamen noch einige Extras wie die Bonus-DVD der Gold Edition, ein T-Shirt, Tarot-Karten und anderes.